# 야마토촌 (니가타현 미나미우오누마군)
야마토촌(大和村)은 니가타현 미나미우오누마군에 설치되었던 촌이다. 현재의 미나미우오누마시에 해당한다.